# Haide Göransson
Haide Göransson, ursprungligen Hajde Göransson, född 12 maj 1928 i Stockholm, död 28 december 2008, var en svensk skådespelare och mannekäng.
Hon startade 1953 butiken Haides bad- och underkläder på Linnégatan 1 i Stockholm; i dag drivs den av hennes dotter och ligger sedan sommaren 2009 på Linnégatan 4.
Hon var från 1951 gift med skådespelaren Birger Malmsten. De fick två barn, Liselotte Bergholtz och Claes Malmsten. 

## Filmografi
- 1944 – Stopp! Tänk på något annat
- 1948 – Kärlek, solsken och sång
- 1949 – Sjösalavår
- 1949 – Farlig vår
- 1950 – Fästmö uthyres
- 1950 – Stjärnsmäll i Frukostklubben
- 1950 – Regementets ros
- 1951 – Frånskild
- 1952 – Blondie, Biffen och Bananen
- 1953 – All jordens fröjd
- 1953 – Det handlar om cyklar
- 1954 – Ung man söker sällskap
- 1955 – Den glade skomakaren
- 1956 – En dag i staden